# Teton Range

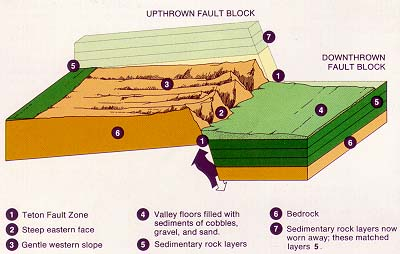
Entstehung der Teton Range

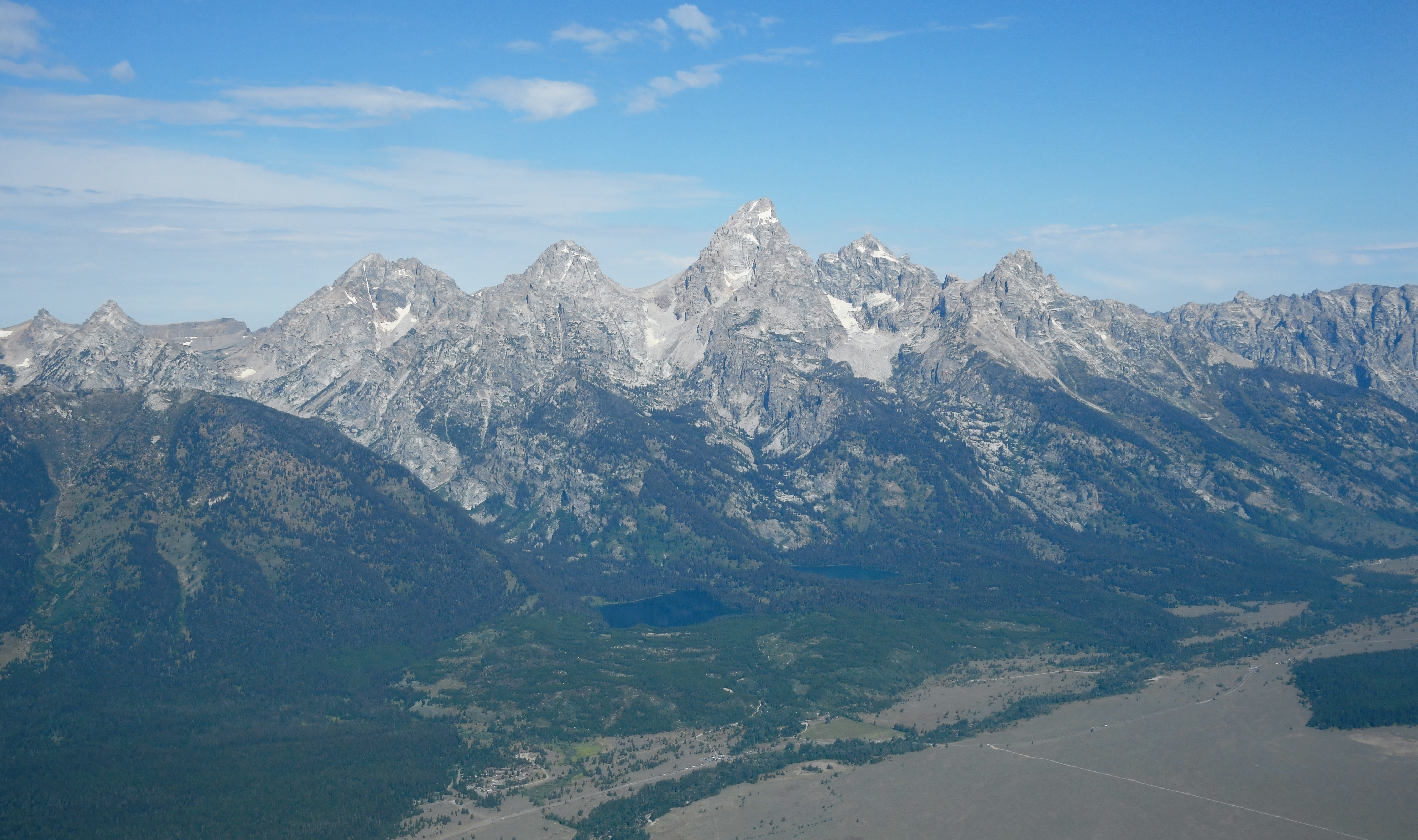
Luftbild der Cathedral Group von Südosten mit South Teton, Nez Perce Peak, Middle Teton, Grand Teton, Mount Owen, Teewinot Mountain (von links nach rechts; siehe die Bildannotationen), Taggart Lake (links) und Bradley Lake (rechts)

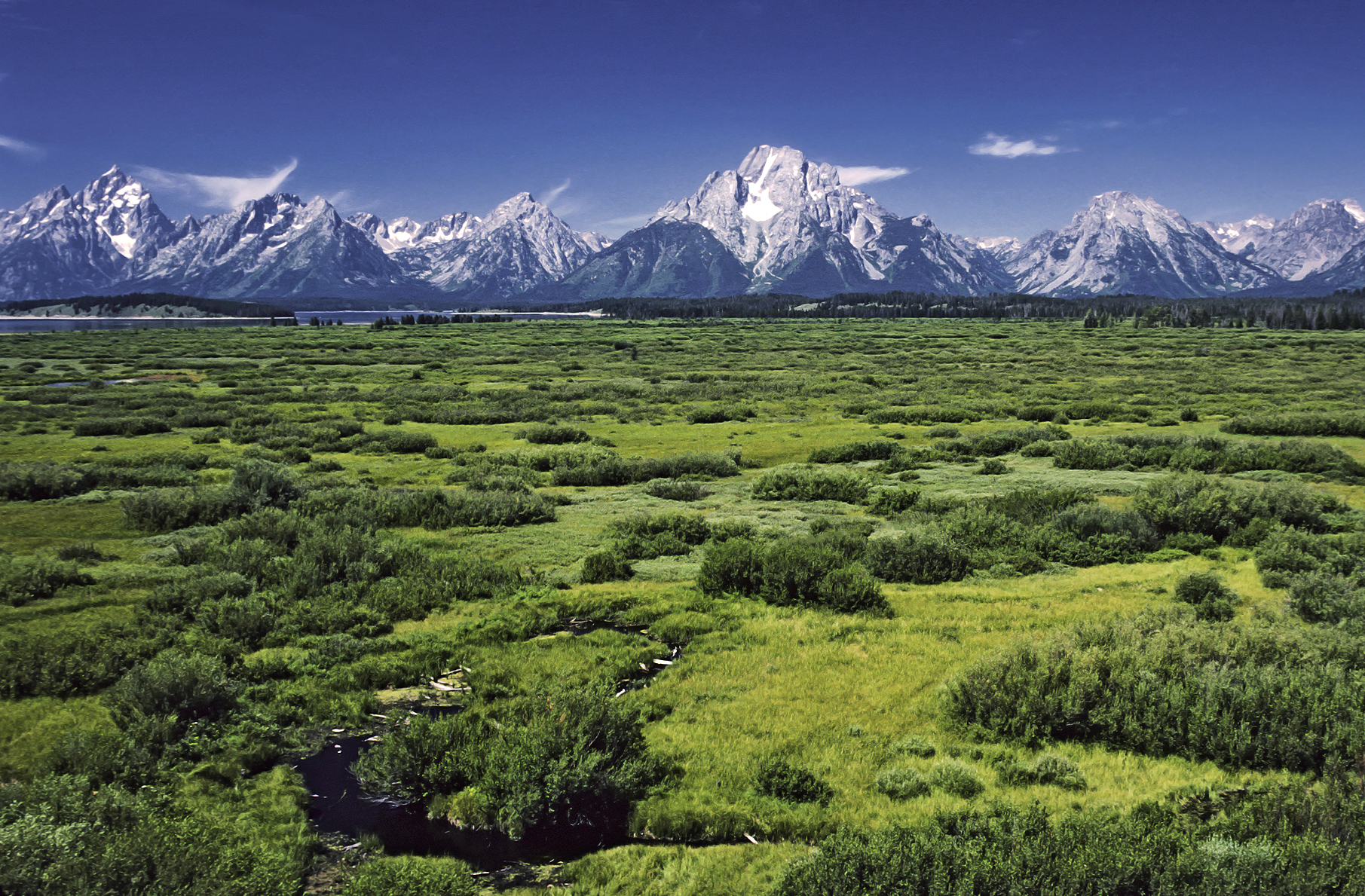
Blick von der Jackson Lake Lodge über das Feuchtgebiet Willow Flats area zu den Gipfeln des Teton Range Gebirges.

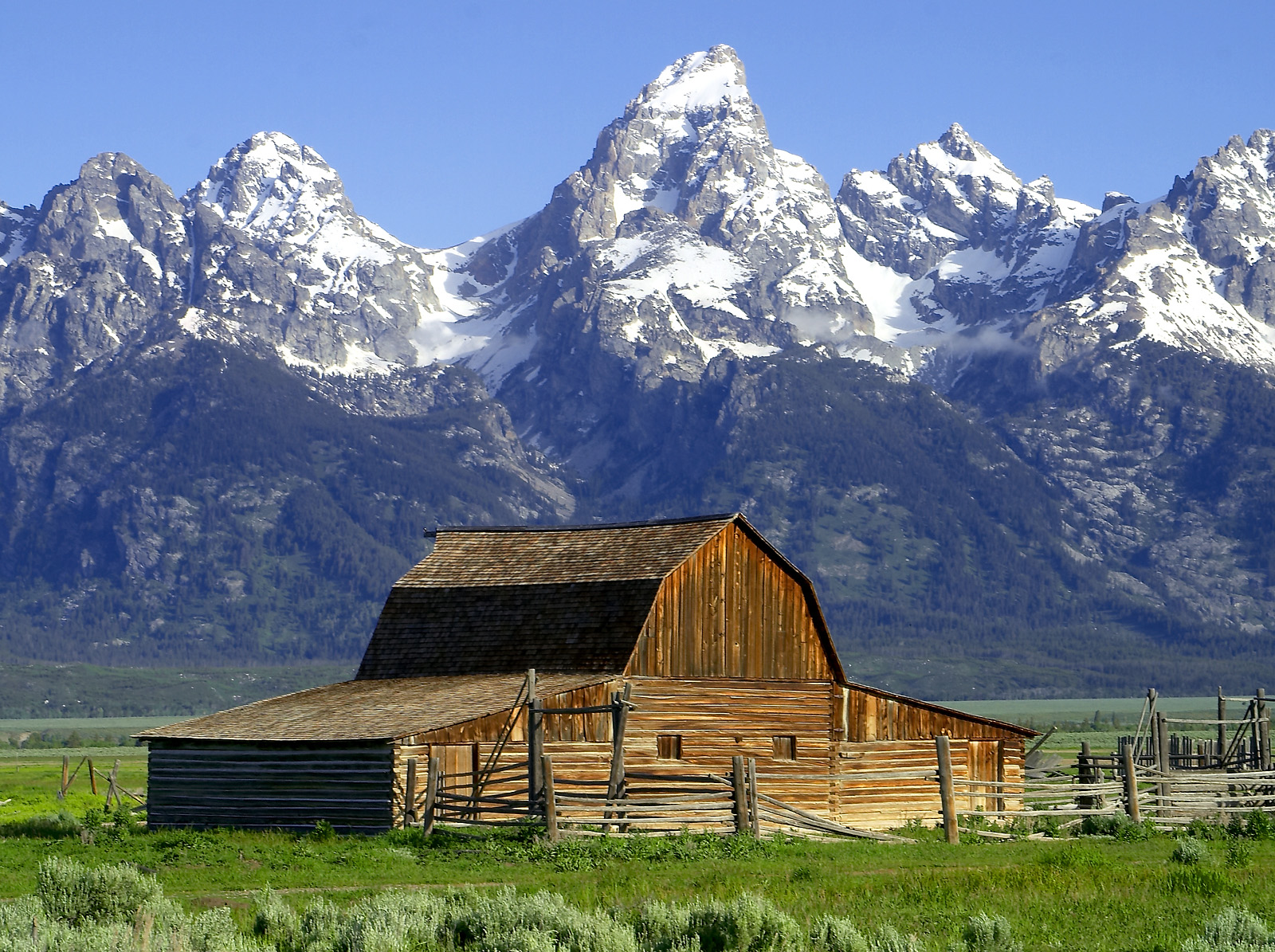
Nördliches Ende der Cathedral Group, in der Bildmitte der Grand Teton. Im Vordergrund die Mormon Row.

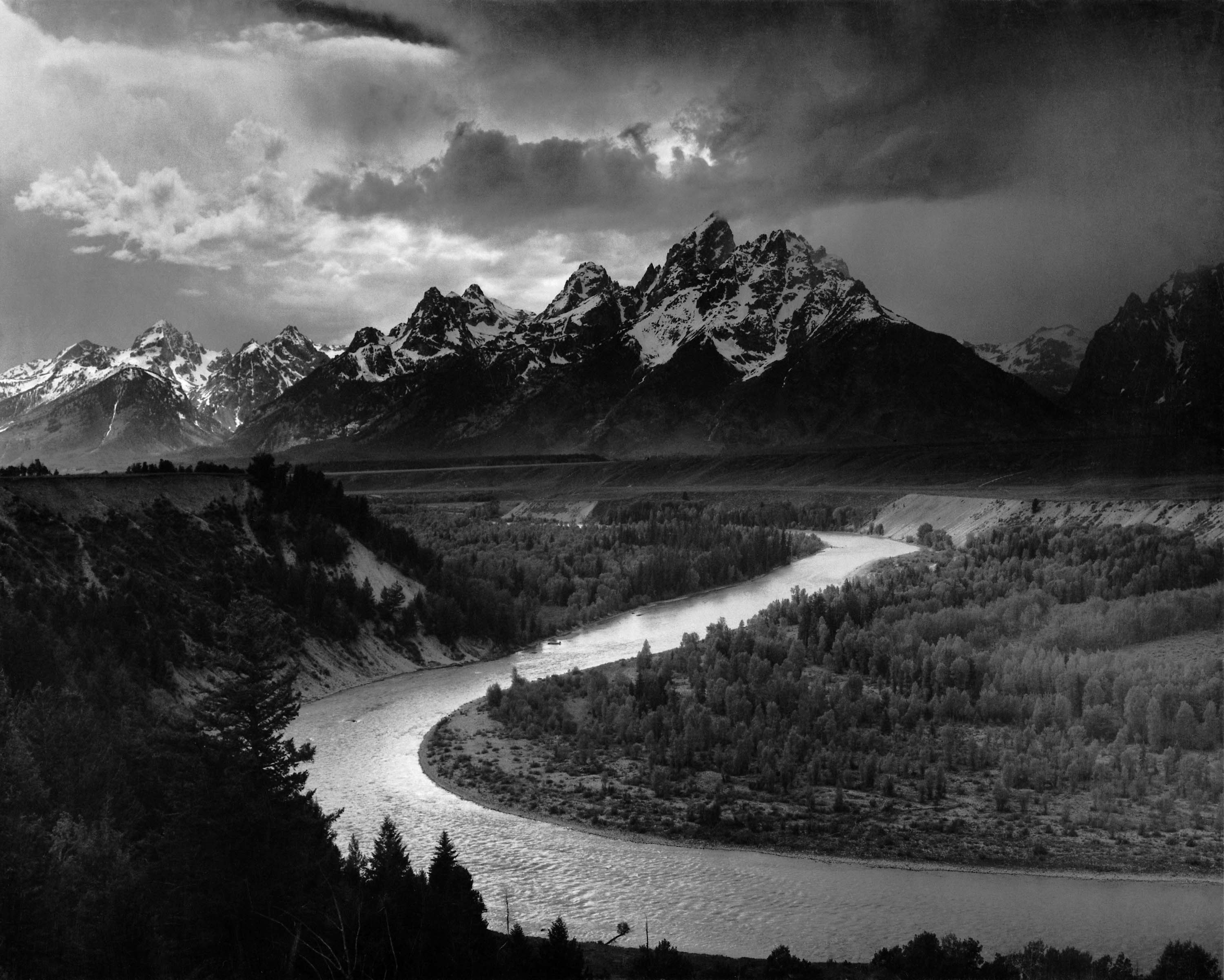
Aufnahme von Ansel Adams aus dem Jahr 1942

Die Teton Range ist eine Bergkette in den Rocky Mountains. Sie erstreckt sich etwa 100 km in Nord-Süd-Richtung im US-Bundesstaat Wyoming an der Grenze zu Idaho. Die beiden bekanntesten Gipfel der Kette sind der Grand Teton mit 4199 m und der Mount Moran mit 3837 m. Der Grand Teton, Mount Owen (3940 m) und weitere markante Gipfel der Kette liegen in einem Bergstock zwischen den Tälern Cascade Canyon und Avalanche Canyon, der informell als Cathedral Group bezeichnet wird. Andere Quellen fassen die Cathedral Group enger und schließen nur den Nord-Teil zwischen Cascade Canyon und Garnet Canyon mit nur noch sechs prominenten Gipfeln ein. In diesem Bergstock befinden sich auch die Hälfte der noch verbliebenen Gletscher in der Teton Range, darunter mit dem Teton Glacier der größte Gletscher der Bergkette. Weitere bekanntere Gipfel südlich der Cathedral Group sind der Mount Wister (3500 m) und der Buck Mountain (3639 m).
Der Name Teton stammt von frühen französischstämmigen Pelzhändlern, die den Grand Teton wegen seiner Form bei Ansicht von Norden nach einer weiblichen Brust (französisch téton) genannt haben.

## Geologie
Die Teton Range ist die markanteste und geologisch jüngste Kette der Rocky Mountains. Sie bildet den scharfen Übergang zwischen den Prärien der Great Plains und den Rocky Mountains. Das Grundgestein der Tetonkette, wie auch der angrenzende Teil der Rocky Mountains, besteht aus metamorphem Gneis, der in geologisch langen Zeiträumen unter Druck aus Sedimenten eines Urmeeres entstanden ist. In Spalten und Risse des Gesteins drang vereinzelt Magma ein und erstarrte in Gängen zu Granit.
Plattentektonische Vorgänge falteten vor etwa 80–40 Millionen Jahren auf beiden amerikanischen Kontinenten den durchgehenden Gebirgszug der Kordilleren auf, dessen Teil die Rocky Mountains sind. Die dabei wirkenden Bruch- und Scherkräfte wirkten noch lange nach und führten zusammen mit den Erosionskräften zu einer Ausdünnung der Erdkruste.
Vor 13–9 Millionen Jahren entstand bei der Entstehung der Basin and Range Province auch die Teton-Verwerfung in Nord-Süd-Richtung. An der westlichen Bruchseite wurde der Krustenblock aufgekippt, er bildet die heutige Tetonkette mit ihrer steilen Ost- und sanften Westflanke. Der östliche Teil des Krustenblocks sackte hingegen ab und bildet heute das Tal von Jackson Hole. Diese vertikale Verschiebung beträgt etwa 10.000–11.000 Höhenmeter, wobei die tatsächlich wirksame Höhendifferenz durch die während der Kippung gleichzeitig wirkende Erosion deutlich reduziert wurde. Die Erosion legte den härteren Granit frei, dessen scharfe Kanten heute die markanten Gipfel prägen, während das abgetragene Material das darunterliegende Tal zum Teil verfüllte, wodurch die weitgehend ebene Landschaft des Jackson Hole entstand. Heute liegen noch 2100 m zwischen dem Gipfel des Grand Teton und dem Talboden. Das geringe geologische Alter der Bergkette erklärt die schroffen Formen und steilen Trogtäler in der Bergkette – die Erosion hatte noch nicht viel Zeit, um auch dieses Gestein abzuschleifen und die Täler auszuwaschen.
Die Ebene unmittelbar unterhalb der Berge im Jackson Hole wurde gegen Ende der letzten Eiszeit vor etwa 20.000 Jahren ausgewaschen, gleichzeitig wurden die Moränen abgelagert, die heute die Ebene strukturieren. Der Lauf des Snake Rivers und die Seen in Jackson Hole entstanden vor etwa 15.000 Jahren.

## Geographie
Die Teton Range erstreckt sich in Nord-Süd-Richtung. Sie wird nach Süden von der Salt River Range fortgesetzt. Im Südwesten schließen sich die kleinen Big Hole Mountains an und bestimmen den Lauf des Snake Rivers, der unmittelbar unter der Ostflanke der Teton Range in voller Länge die Kette begleitet, dann nach Westen und Nordwesten biegt und so die Bergkette zu etwa 3/4 umfasst. Östlich liegt Jackson Hole, im Westen das Tal des Teton River.
In der Teton Range entspringen keine größeren Flüsse. Alle Niederschläge entwässern zum Snake River; von der Ostseite direkt, von der Westflanke über den Teton River und den Henrys Fork in Idaho.
Fast die gesamte Ostflanke der Teton Range und der Westen von Jackson Hole gehören heute zum Grand-Teton-Nationalpark, die Westflanke zum Targhee National Forest, einem Nationalforst. Im Targhee National Forest liegen zwei Wilderness Areas: Die nach dem Pelzjäger und Mountain Man Jedediah Smith benannte Jedediah Smith Wilderness und die im Norden die kleine Winegar Hole Wilderness. Beide sind wie alle Wilderness Areas Naturschutzgebiete der strengsten Klasse in den Vereinigten Staaten, ohne jeden menschlichen Einfluss. Im Südosten umfasst der Bridger-Teton National Forest einen kleinen Teil der Bergkette.
Im Süden der Tetonkette liegt das Jackson Hole Ski Area, eines der größten und bekanntesten Skigebiete der Vereinigten Staaten. Ein weiteres Skigebiet namens Grand Targhee Resort liegt im Südwesten.

### Berge
Siehe: Liste der Dreitausender in der Teton Range

## Teton Range als Namensgeber
Die Teton Range ist namensgebend für die Gattung Tetonius, zu der man vier ausgestorbene Primatenarten aus der Familie Omomyidae zählt, die im Eozän in Nordamerika verbreitet waren. Die Funde sind zwischen 55,8 und 48,6 Millionen Jahre alt. Viele nordamerikanische Primaten aus der Familie Omomyidae sind nach unterschiedlichen Arten geographischer Barrieren benannt – vor allem nach Gebirgszügen und Flüssen – die möglicherweise für ihre Vielfalt verantwortlich sind. Ein fast vollständiger Schädel der Art Tetonius homunculus wurde im Westen der Teton Range gegen Ende des 19. Jahrhunderts von dem Paläontologen Jacob L. Wortman vom Carnegie Museum of Natural History entdeckt und von Edward Drinker Cope wissenschaftlich beschrieben.

## Drehort für Filme
Zahlreiche Filme und Serien wurden in Jackson Hole gedreht. So ist die Teton Range unter anderem in John Waynes Filmdebüt in The Big Trail im Jahr 1930 und im Westernfilmklassiker Shane im Jahr 1953 zu sehen. Der Mount Moran und die umliegenden Berge waren Drehort von Szenen der Fernsehserie Land of the Lost verwendet. Darüber hinaus ist die Teton Range auf dem Cover von Kanye Wests Studioalbum Ye zu sehen.